# سردار (سرده)
سردار (نام علمی: Cephalaria) نام یک سرده از تیره آقطیان است.